# Libro dell'arte
Le Libro dell'Arte (en français : Livre de l'Art ou Traité des arts) de Cennino Cennini constitue le témoignage le plus détaillé des pratiques d'atelier en vigueur à la fin du Trecento.
Rédigé entre 1390 et 1437  en langue vulgaire (mélangeant les dialectes toscan et vénitien), il est considéré comme le plus important traité sur la peinture italienne et l'un des principaux pour la peinture européenne.

## Historique
Le traité a été écrit par le peintre florentin Cennino Cennini, collaborateur d'Agnolo Gaddi, de la seconde génération après Giotto au cours des premières années du Quattrocento, quand l'auteur florentin se trouvait à Padoue à partir de 1398, au service de la Maison de Carrare.
Le livre qui est le premier traité monographique sur la production artistique contient des informations sur les pigments, pinceaux, techniques de peinture et de fresque et fournit des conseils et trucchi (ficelles) du métier.
Souvent, l'œuvre est considérée par les érudits comme un « moment de passage » entre l'art médiéval et celui de la Renaissance. En effet, pour la première fois l'artiste établit des principes théoriques au lieu d'énumérer de simples normes pratiques.
Le livre est fondamental surtout pour les domaines de la peinture sur bois et la fresque : sa consultation est aujourd'hui un passage obligé pour la restauration des œuvres d'art anciennes comme les importantes restaurations effectuées à la suite des inondations de Florence de 1966.
Cennino fournit des recettes afin de créer des pigments et des colorants : I colori di Cennino.

## Contenu
Chapitres
- 1-34 : dessins pratiqués sur divers supports, comme des tablettes recouvertes de cire et de papier et les instruments utilisés (pointes métalliques, os de poulet, crayons, fusain).
- 35 évoque le thème de la couleur, ainsi que la manière de l'aborder, créer et utiliser.
- 36 et 37 sont dédiés au noir,
- 38 aux couleurs des sinopies,
- 39-40 au cinabre
- 41 au minium
- 42-44 les divers rouges.
- 45-50 les jaunes
- 50-57 vert, divers verts azur
- 58-59 les blancs
- 60-62 les bleus dont le bleu lapis-lazuli.
- 63-66 traitent des outils de la profession, en particulier des pinceaux et de leur variantes.
- 67 techniques de la peinture à fresque
- 68 comment colorier la carnation d'un vieux
- 69 comment peindre la barbe et la chevelure
- 70 le corps masculin
- 71 les drapés
- 72 les parties à compléter « à sec »
- 73-89 certaines particularités dans la réalisation de fresques.
- 89-94 peinture à l'huile,
- 95-102 traitement et application des métaux précieux (or, argent) ou non (étain) sur les parois.
- 103-120 descriptions de la peinture sur bois à tempera; préparation du panneau, application d'une couche de blanc à base de gesso
- 121-141 application de la couleur sur la couche préparatoire
- 141-143 application des pigments et le rendu d'effets particuliers
- 144-149 « effet de rendu » des tissus tels que laine et velours.
- 150-172 indique comment élaborer certains « fixateurs de couleur », en particulier ceux à base d'alun ; peinture sur supports spéciaux : livres, étoffes, cassoni, verre, émail, pâte de verre pour mosaïque.
- 173 décorations par impression des étoffes par un processus rappelant la xylographie.
- 174 comment peindre les sculptures.
- 175-176 procédés permettant de combattre l'humidité des parois, peintures à grisaille (ou vent vert terre), collaboration entre peintres et sculpteurs avec la création de modèles en cire et gypse pour la sculpture.
- 177-178, Intervention des peintres dans la « frappe » de la monnaie.